# Seznam škol v Třebíči v roce 1906

Grafické rozdělení počtu žáků, učitelů, typů škol dle počtu tříd, jazyka výuky, typu školy a pohlaví žáků

Tento seznam je seznamem škol ve městě Třebíči v roce 1906.

## Obecné a měšťanské školy
- Pětitřídná česká obecná škola chlapecká s 9 učiteli a 426 žáky,
- pětitřídná česká obecná škola dívčí s 6 učiteli a 393 žákyněmi,
- petitřídná česká obecná škola chlapecká na Nových Dvorech s 5 učiteli a 264 žáky,
- pětitřídná česká obecná škola dívčí na Nových Dvorech s 6 učiteli a 271 žákyněmi,
- trojtřídná německá obecná škola s 5 učiteli a 225 žáky a žákyněmi,
- trojtřídná česká měšťanská škola chlapecká s 6 učiteli a 196 žáky,
- trojtřídná česká měšťanská škola dívčí s 8 učiteli a 230 žákyněmi,
- trojtřídná německá měšťanská škola chlapecká s 3 učiteli a 58 žáky a
- trojtřídná německá měšťanská škola dívčí s 6 učiteli a 120 žákyněmi.

## Vyšší školy
- Pokračovací průmyslová škola
- Gymnasium (nynější (Gymnázium Třebíč)
- Obchodní škola (nynější Bráfova akademie Třebíč, střední škola a Jazyková škola s právem státní jazykové zkoušky)
- Pokračovací škola pro učně obchodnické
- Zimní hospodářšká škola

## Dětské zahrádky
- první založená v roce 1882, ve Vnitřním městě, vydržována první občanskou záložnou v Třebíči
- druhá založená v roce 1885, na Nových Dvorech, městskou obcí
- třetí, německá, založená v roce 1881, založená a udržovaná spolkem Verein zur Errichtung und Erhaltung deutscher Volksschulen und Kindergärten in Trebitsch